# Konventikel
Das Konventikel (lat. conventiculum, Diminutiv von conventus ‚Zusammenkunft‘) bezeichnet allgemein eine im Wesentlichen private religiöse Zusammenkunft in einem Wohnhaus außerhalb eines Gotteshauses.

## Geschichte

### Mittelalter
Im Mittelalter war der Ausdruck eine abwertende Bezeichnung für Ketzer bzw. religiöse Sondergruppen außerhalb der verfassten Kirche. Bereits 1199 verwendete Papst Innozenz III. die Bezeichnung occulta conventicula (finstere Versammlungen) für Vereinigungen in Metz, die sich kirchlicher Kontrolle entzogen. Ebenso verdammte das Konzil von Vienne 1311 die Begarden als conventicula.

### Pietismus
In der frühen Neuzeit bezeichnete man mit Konventikel – ebenfalls abwertend – häusliche, zu Zwecken der Erbauung und der Andacht veranstaltete Zusammenkünfte von Anhängern des Pietismus, die nicht zu einer Familie gehören und gegenüber der Kirche mehr oder weniger bewusste Separationsziele verfolgen.
Die Geschichte der Konventikel im Pietismus geht zurück auf den von Philipp Jakob Spener entfalteten Gedanken der collegia pietatis (der Zusammenkunft zu gemeinsamer Andacht) über gemeinschaftliche Stunden des Gebets, der Andacht und der erbaulichen Bibelbetrachtung. Die ersten bekannten Konventikel in Deutschland veranstaltete seit 1661 der reformierte Theologe Theodor Undereyck, der 1668 als außerordentlicher Hofprediger in Kassel und ab 1670 als Pastor primarius in Bremen den Pietismus beförderte. Während Undereyck vor allem am Hofe seine Reformen begann, sammelte Spener in Frankfurt 1669 in seinen Collegia die societas animarum piarum (Vereinigung frommer Seelen) nach dem Gottesdienst und ab 1670 in seinem Pfarrhaus eine für alle Stände offene Gemeinschaft, bei der seit 1675 eine nichtakademische Teilnehmerschaft allmählich überwog. Diese Formen der Konventikel, oft von Handwerksmeistern, alten Soldaten oder anderen inspirierten Männern mittlerer und unterer Schichten geleitet, verbreiteten sich rasch in ganz Deutschland und darüber hinaus, beispielsweise in Skandinavien.
Die Konventikel gerieten besonders nach Speners Tod 1705 in den Verdacht der Heterodoxie, so dass bis weit ins 19. Jahrhundert hinein (1790, Leipzig, 1726 Schweden) amtliche Konventikelverbote erlassen wurden und Maßregelungen pietistischer Theologen (Christian Thomasius, Leipzig, Johann Heinrich Horb, Hamburg) erfolgten. In England wurde 1664 der Conventicle Act erlassen. Lediglich in Süddeutschland erfolgte – abgesehen von wenigen Fürstenhäusern – eine teilweise Etablierung des Konventikelwesens in Augsburg, Esslingen, Nürnberg, Rothenburg ob der Tauber und Windsheim.

### Gegenwart
Heute werden die Begriffe Konventikel oder Konventikelwesen nur noch sehr selten verwendet. Stattdessen wird in der neo-pietistischen und evangelikalen Bewegung von Hauskreisen gesprochen. Je nach Größe der Gemeinde findet man auch Mischformen zwischen Kirchgemeinde und Konventikel bzw. Hauskreis vor. In der Außenwahrnehmung erscheinen diese kleinen Gemeinschaften oft weniger offen für neue Mitglieder.